# 傑米·德爾加多
傑米·德爾加多（Jamie Delgado，1977年3月21日—）出生於伯明翰，是一位英國前男子職業網球運動員。曾代表英國隊參加台維斯盃。2014年宣佈退役，退役後成為教練。

## 外部連結
- 傑米·德爾加多（英文/西班牙文）的官方資料
- 傑米·德爾加多的國際網球總會 職業／青少年 官方資料（英文）
- 傑米·德爾加多的官方資料（英文）